# María Esther de Miguel
María Esther de Miguel (* 1. November 1929 in Larroque, Provinz Entre Ríos; † 27. Juli 2003 in Buenos Aires) war eine argentinische Feuilletonistin und Schriftstellerin. 

## Leben
De Miguel entstammte einer jüdischen Einwandererfamilie aus Spanien. Mit ersten Schreibversuchen versuchte sie sich bereits in ihrer Jugend. Sie schrieb regelmäßig für die literarische Zeitschrift „Señales“ und war eine freie Mitarbeiterin der Tageszeitung „La Nación“. 
Im Alter erkrankte María Esther de Miguel an Darmkrebs. Sie starb daran im Alter von 73 Jahren am 27. Juli 2003 in Buenos Aires und fand dort auch ihre letzte Ruhestätte. 

## Ehrungen
- Premio Planeta für den Roman „El general, el pintor y la dama“.
- Premio Nacional de Literatura

## Werke (Auswahl)
Biografien
- Norah Lange. Una biografía. Planeta, Buenos Aires 1991, ISBN 950-742-028-2.

Erzählungen
- Dos para arriba, uno para abajo. Cuentos. Pleamar, Buenos Aires 1986, ISBN 950-583-047-5.
- El otro lado del tablero. Cuentos. Planeta, Buenos Aires 1997, ISBN 950-742-884-4.
- El palacio de los patos. Aguilar, Buenos Aires 2001, ISBN 950-511-754-X.
- Los que comimos a Solís. Cuentos. Neuaufl. Colihue, Buenos Aires 1996, ISBN 950-581-125-X.

Romane
- La amante del restaurador. Novela. Neuaufl. Planeta, Buenos Aires 2005, ISBN 950-742-377-X.
- Las batallas secretas del Belgrano. Novela. Seix Barral, Buenos Aires 1999, ISBN 950-731-136-X.
- Un dandy en la corte del rey Alfonso. Novela. Planeta, Buenos Aires 1999, ISBN 950-49-0136-0.
- El general, el pintor y la dama. Novela. Planeta, Buenos Aires 1997, ISBN 950-742-772-4.
- La hora undécima. Novela. Emece, Buenos Aires 1967.
- Jaque a Paysandú. Novela. Bruguera, Buenos Aires 1984, ISBN 950-561-042-4.
- Violentos jardines de América. Neuaufl. Editores Norma, Buenos Aires 1998, ISBN 958-044701-2 (früherer Titel „Pueblamérica“).